# نوري (اسم)
نوري هو اسم علم مذكر من أصل عربي، ومعناه هو المنسوب إلى النور وهو الضياء والبياض.

## شخصيات تحمل الاسم
- نوري أبو سهمين (سياسي ليبي، القرن 20 – )
- نوري السعيد (سياسي عراقي، 1 ديسمبر 1888[3][4] – 15 يوليو 1958[5])
- نوري المالكي (رئيس وزراء العراق بين 2006_2014، 20 يونيو 1950 – )
- نوري الهمداني (21 مارس 1925 – )
- نوري بارامور (15 مايو 1914[6] – 9 سبتمبر 1979[6][7])
- نوري بوزيد (1945 – )
- نوري ديميراغ (سياسي تركي، 1886 – 1957)
- نوري شاهين (لاعب كرة قدم تركي، 5 سبتمبر 1988 – )
- نوري مارتن (لاعب كرة قدم اسكتلندي، 7 مايو 1939 – 10 أكتوبر 2013)
- نوري يموت (جندي تركي، 1890 – 5 يونيو 1961)

## وصلات خارجية
- موسوعة السلطان قابوس لأسماء العرب